# Artur Gavazzi
Artur (Franović) Gavazzi (Split, 14. listopada 1861. – Zagreb, 12. ožujka 1944.), hrvatski geograf talijanskog podrijetla.
Gavazzi je rođen u Splitu (onda u Austro-Ugarskoj), a studirao je u Zagrebu i Beču, gdje je i postigao doktorat znanosti. Bio je dugogodišnji gimnazijski profesor, a od 1911. godine postaje profesor na Sveučilištu u Zagrebu. Godine 1920. odlazi na Sveučilište u Ljubljani gdje je radio kao prvi profesor zemljopisa. Ondje je osnovao Zavod za geografiju i Zavod za meteorologiju i geodinamiku sa seizmološkom postajom. Godine 1927. vraća se u Zagreb, gdje pri Filozofskom fakultetu osniva Zavod za fizičku geografiju na kojem će do 1944. godine obnašati dužnost predstojnika. Godine 1929. izdaje prvi hrvatski geografski časopis Hrvatski geografski glasnik te uređuje prvih 7 brojeva u razdoblju od 1929. do 1939. godine.
Gavazzi se bavio fizičkom geografijom (fizički zemljopis), napose hidro(geo)grafijom, limnologijom i oceanografijom, zatim meteorologijom i klimatologijom te geomorfologijom i morfometrijom. Prvi je započeo sustavno istraživanje sile teže u Hrvatskoj. Jedan je od začetnika Oceanografskog instituta u Splitu.
Za povijest kartografskih projekcija važna je njegova knjižica od 66 stranica pod naslovom Kartografijske projekcije, koju je uz druge rukopise svojih predavanja na Sveučilištu umnožio i izdao tridesetih godina Akademski geografski klub u Zagrebu.

## Djela
- Rijeke Hrvatske, 1905.
- Zemljopis Hrvatske, 1909.
- Geografija Kraljevine Srba, Hrvata i Slovenaca, 1922.
- Geografijska osnovica hrvatskoga naroda, 1925.
- Astronomska geografija, 1929.
- Nekoliko riječi o cilju i podjeli geografije, 1930.
- O dubinama Jadranskog mora, 1936.
- Otkrivanje zemalja, 1939.
- Zemljopisni i geopolitički položaj Hrvatske, 1942. (u ediciji Zemljopis Hrvatske)

## Vanjske poveznice
- Hrvatski kartografi
- Portal Hrvatskog geografskog društva